# Sommer (automerk uit 1910)
Sommer was een Amerikaans automerk uit Bucyrus in Ohio. Het was een motorenfabrikant die in 1910 een auto aankondigde.